# Giorgi Gwelessiani
Giorgi Gwelessiani (georgisch გიორგი გველესიანი; englisch Giorgi Gvelesiani; * 5. Mai 1991 in Tiflis) ist ein georgischer Fußballspieler.

## Karriere

### Verein
Von der Akademie von Dinamo Tiflis kommend, ging er Anfang 2010 in deren erste Mannschaft über. In den nächsten Jahren gewann er drei Mal die Meisterschaft und holte vier Mal den Pokal. Nach über sieben Jahre bei Dinamo Tiflis verließ er im Sommer 2017 sein Heimatland, um in den Iran zu wechseln. Dort schloss er sich Zob Ahan an. Nach nur einer Saison wechselte er zum FC Nassaji Mazandaran. Nach ebenfalls nur einer Saison zog es ihn weiter zum Sepahan FC. Seit Sommer 2022 steht er beim FC Persepolis Teheran unter Vertrag, mit dem er in der Saison 2022/23 die Meisterschaft, den Pokal (als Torschützenkönig mit vier Treffern) und den Supercup gewann.

### Nationalmannschaft
In georgischen U-Mannschaften hatte er Einsätze in der U19. Im September wurde er erstmals für die A-Nationalmannschaft nominiert, kam hier jedoch zunächst zu keinem Einsatz. Nach mehreren Jahren, in denen er nicht nominiert wurde, kam er im Juni 2023 und im März 2024 beim Play-off der Qualifikation für die Europameisterschaft 2024 zu einer Nominierung, aber erneut nicht zum Einsatz. Nach der erfolgreichen Qualifikation über die Play-offs wurde er in den Kader der Europameisterschaft 2024 nominiert.